# Kopułka śnieżna

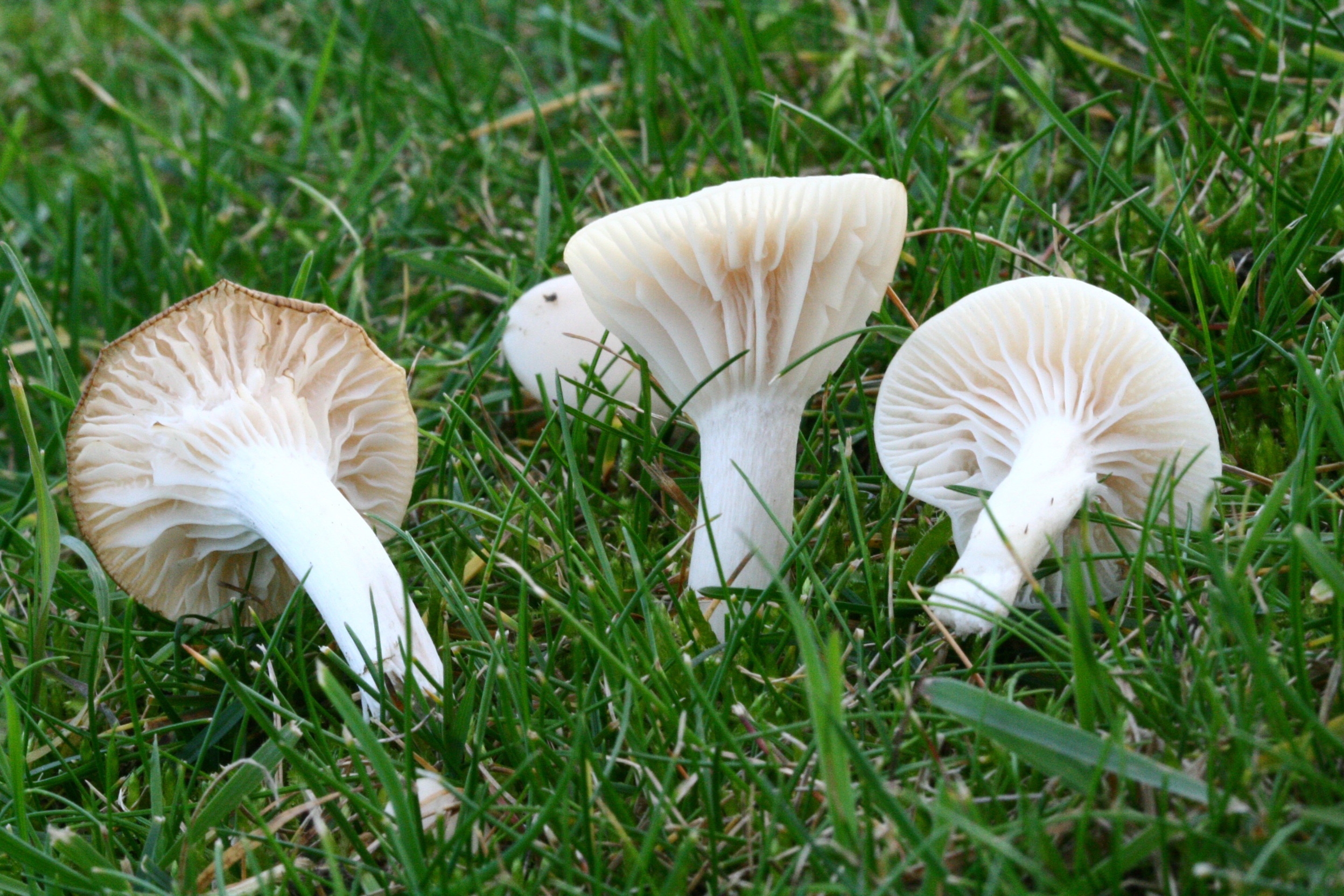

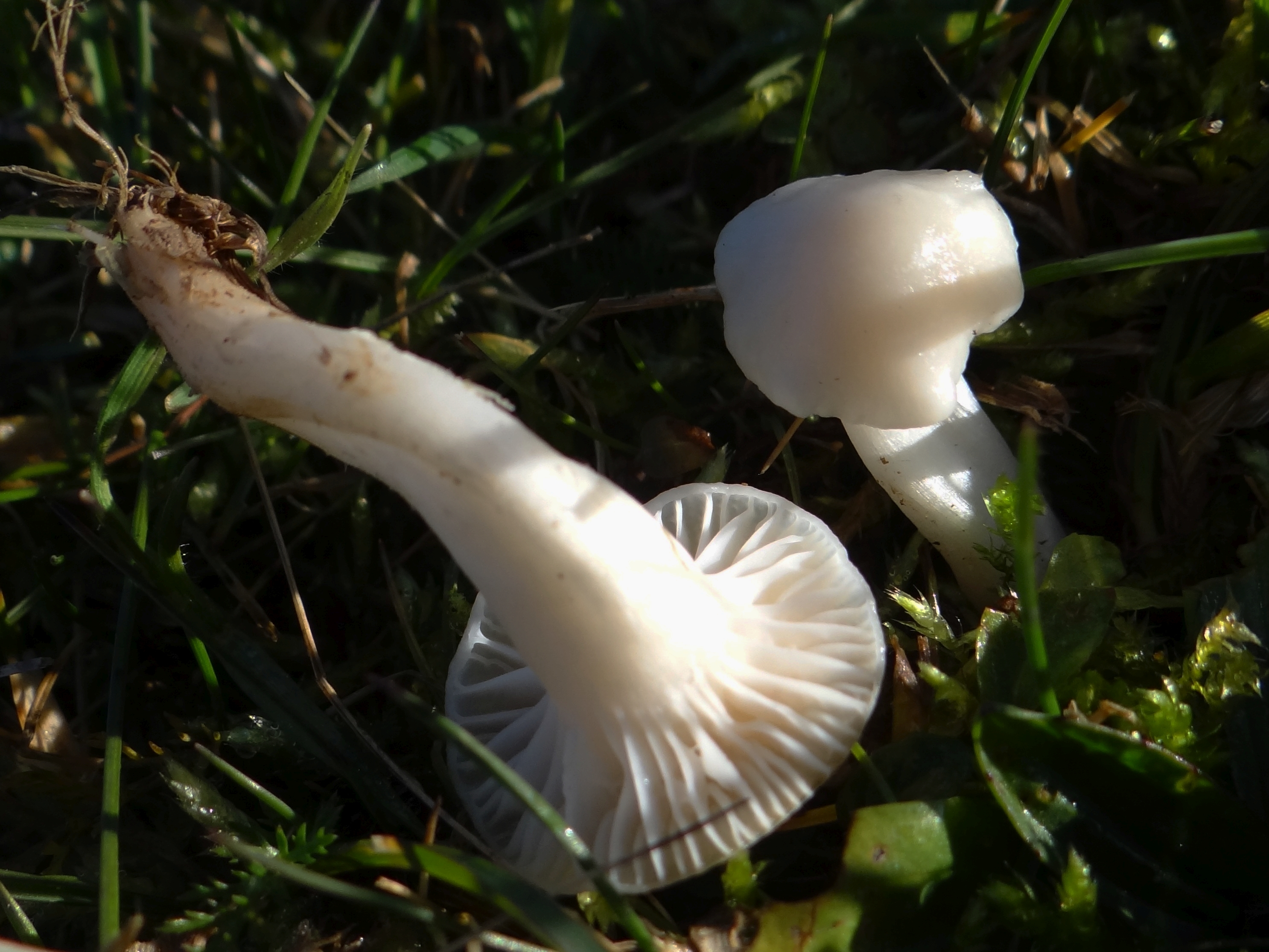

Kopułka śnieżna (Cuphophyllus virgineus (Wulfen) Kovalenko) – gatunek grzybów z rodziny wodnichowatych (Hygrophoraceae).

## Systematyka i nazewnictwo
Pozycja w klasyfikacji według Index Fungorum: Cuphophyllus, Hygrophoraceae, Agaricales, Agaricomycetidae, Agaricomycetes, Agaricomycotina, Basidiomycota, Fungi.
Po raz pierwszy takson ten zdiagnozował w 1781 r. Franz Xaver von Wulfen, nadając mu nazwę Agaricus virgineus. Obecną, uznaną przez Index Fungorum nazwę nadał mu w 1989 r. Alexander E. Kovalenko, przenosząc go do rodzaju Cuphophyllus.
Synonimów naukowych jest ponad 60. Niektóre z nich:

- Camarophyllus virgineus (Wulfen) P. Kumm. 1916
- Cuphophyllus niveus (Scop.) Bon 1985
- Hygrocybe virginea (Wulfen) P.D. Orton & Watling
- Hygrophorus virgineus (Wulfen) Fr. 1838

Polską nazwę podał Feliks Berdau w 1876 r. W polskim piśmiennictwie mykologicznym gatunek ten opisywany był też jako kopułek śnieżny, bedłka panieńska, bedłka śnieżna, wodnicha śnieżysta, kopułek okazały, kopułek promienisty. Niektóre atlasy grzybów podają nazwę wilgotnica śnieżna. Wszystkie te nazwy są jednak niespójne z aktualną nazwą naukową, według Index Fungorum gatunek ten bowiem obecnie należy do rodzaju Cuphophyllus. W 2024 Komisja ds. Polskiego Nazewnictwa Grzybów Polskiego Towarzystwa Mykologicznego zarekomendowała używanie nazwy kopułka śnieżna.

## Morfologia
Kapelusz
Średnica od 2 do 4,5 cm, młody – półkulisty, wypukły, później płaski, a w środku nieco zapadnięty. W wilgotnych warunkach bladożółty do wodnistobiałego, nieco lepki, w czasie suszy śnieżnobiały.
Blaszki
Rzadkie, zbiegające po trzonie, u podstawy szerokie, w ostrzu cienkie, wodniste, białożółtawe.
Trzon
Wysokość od 1,5 do 4,5 cm, średnica od 3 do 5 mm, równo gruby, ku podstawy zwężony i spłaszczony, początkowo pełny, później pusty, kolor biały, czasami z różowym nalotem.
Miąższ
Wodnistobiały, brak zapachu, smak łagodny.
Wysyp zarodników
Biały.
Gatunki podobne
Ze względu na charakterystyczny wygląd i miejsce wyrastania, pomyłka jest mało prawdopodobna.

## Występowanie i siedlisko
Występuje na półkuli północnej. W polskim piśmiennictwie naukowym opisany na licznych stanowiskach.
Naziemny grzyb saprotroficzny. Pojawia się od września do listopada. Dosyć częsty, rośnie na wilgotnych pastwiskach i łąkach i porośniętych trawą drogach leśnych.

## Znaczenie
Jest to grzyb jadalny, lecz zbyt mały, żeby jego zbieranie było opłacalne.